# 尾上茂樹

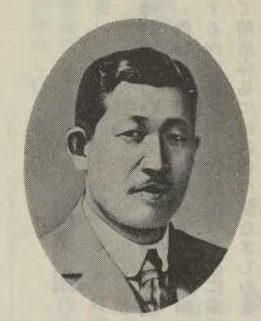
尾上茂樹

尾上 茂樹（おのうえ しげき、1885年（明治18年）11月20日 - 1922年（大正11年）10月27日）は、日本の発明家、実業家。
東京府南足立郡北千住町（現・東京都足立区）出身。1899年（明治32年）に小学校卒業と同時に石川島造船所に研究生として入所した。その後、海軍機関兵となった。除隊後の1909年（明治42年）に名古屋に鉄工場を設立し、発電機の製作に従事した。1910年（明治43年）に尾上商会（現在のOMC株式会社）を設立した。1911年（明治44年）に大豆粕粉砕機を発明した。大豆粕粉砕機は勧業博覧会にて金牌を受賞した。

## 特許
- 特許第33876号 尾上式肥料粉砕機
- 特許第38072号 尾上式大豆粕粉砕機